# Caesar Gezelle
Caesar Gezelle (Brugge, 23 oktober 1875 - Moorsele, 11 februari 1939) was een Vlaams priester, dichter en prozaschrijver. Zijn oom was Guido Gezelle en Stijn Streuvels was een neef van hem.

## Levensloop
Na zijn middelbare studies in het Sint-Lodewijkscollege (Retorica 1894) trad hij binnen in het seminarie van het bisdom Brugge. Na zijn priesterwijding in 1899 volgde hij de kandidaturen in de germaanse filologie aan de Katholieke Universiteit Leuven. Hij werd leraar aan het Sint-Amandscollege in Kortrijk (1900-1913). In 1913 onderpastoor geworden in de Sint-Maartensparochie in Ieper, vluchtte hij in 1914 naar Frankrijk. Hij werd leraar aan het Klein seminarie van Versailles en was ook aalmoezenier voor gevluchte Belgen. 
In 1919 werd hij onderpastoor in Roesbrugge, godsdienstleraar aan de rijksmiddelbare school en geestelijk bestuurder van de Zusters van de H. Familie. Met de zusters en met de school keerde hij in 1921 naar Ieper terug. In 1933 ging hij om gezondheidsredenen met pensioen en bracht hij zijn laatste levensjaren door in Moorsele. Hij werd daar door iedereen aanzien als een ontwikkeld, begaafd en liefdadig persoon. Na zijn overlijden werd hij begraven op de gemeentelijke begraafplaats van Moorsele en kreeg hij een eenvoudig houten kruisje. Door toedoen van het plaatselijk Davidsfondsbestuur werd hij op 21 september 1952 ontgraven en werd op de 'Gouwdag van het Davidsfonds' een grafzerk onthuld; men wilde in de persoon van wijlen Caesar Gezelle de Vlaamse dichter en strijder vereren. De dag voordien, 20 september 1952, werd ook een arduinen plaat onthuld, aangebracht in de muur van het 'Frans klooster' waar Gezelle had verbleven. In de genoemde muurplaat staat gebeiteld: "Hier woonde en werkte van 1933 tot 1939, priester-dichter Caesar Gezelle". 
In de nacht van 28 op 29 januari 1953 werd het graf vernietigd, het gerecht onderzocht de grafschennis maar kon geen dader vinden. Het plaatselijk Davidsfondsbestuur deed opnieuw een omhaling bij de gulle bevolking en 4 oktober 1953 kreeg Caesar een tweede grafzerk. Een maand later, in de nacht van 25 op 26 november gebeurde opnieuw grafschennis. Terug werd een gerechtelijk onderzoek ingesteld; een dader werd er ook ditmaal niet gevonden en het gerecht besloot dat het hier ging ofwel om fanatiek Vlaminghaters, ofwel om persoonlijke vijanden van de toenmalige voorzitter van het Davidsfonds of zijn familie ofwel om een combinatie van de twee vorige soorten personen.

## Caesar en Guido
Caesar was vooreerst een Gezelle. Net als zijn oom was dit ook aan zijn door droefgeestigheid bezwaarde geest te merken. Dit had niet hetzelfde resultaat op literair gebied als bij zijn geniale oom.
Samen met Delfien van Haute, August Cuppens en Aloïs Walgrave behoorde Caesar Gezelle tot een generatie priesterdichters die werden beïnvloed door Guido Gezelle. Hij werd door sommigen beschouwd als de imitator van zijn oom. Hij gebruikte immers dezelfde thema's voor zijn lyrisch werk. De vergelijking viel uiteraard in zijn nadeel uit en daar leed hij onder.
Het belette niet dat hij zich inspande om de herinnering aan Guido Gezelle hoog te houden. Hij schreef over hem een eerste biografie. Hij was ook eigenaar van het archief van zijn oom, dat als bij wonder uit de vernieling van Ieper werd gered. 
Zoals zijn oom, was Caesar Gezelle voorstander van het West-Vlaams taalparticularisme. Anderzijds was hij flamingantischer. Hij schreef in Vlaamsgezinde bladen zoals De Nieuwe Tijd en De Vlaamsche Vlagge. Hij was redactielid van Dietsche Warande & Belfort, en publiceerde ook in Biekorf en Vlaanderen. Hij hield ook flamingantische toespraken voor Davidsfondsafdelingen.

## Publicaties
- Verzen (1902)
- Leyelied (1903)
- Primula veris (1903)
- Ghetsemane, dichtbundel
- Herbloei, dichtbundel
- Solitudo, dichtbundel
- Uit het leven der dieren (1908)
- Leliën van dalen (1909)
- De dood van Yper (1916)
- Guido Gezelle 1830-1899 (1918)
- Herbloei (1923)
- Vlaamsche verhalen (1923)
- Voor onze misprezen moedertaal (1923)
- Zantekoorn van Guido Gezelle's dichtveld (1923)
- Solitudo (1927)
- Uit 't land en 't leven van Guido Gezelle (1928)
- Gethsemane (1931)
- Yper oud en nieuw (1931)
- Mijmeringen, editie en commentaar door Johan Van Iseghem, Koninklijke Academie voor Nederlandse Taal- en Letterkunde, Gent, 2009